# Götz Werner
Götz Werner (Heidelberg, 5 de febrero de 1944 - 8 de febrero de 2022) fue un empresario alemán y fundador de la red de droguerías dm-drogerie markt.
Es conocido sobre todo por su forma innovadora de organización de dicha empresa, que contiene elementos de autogestión, y por la asociación política Unternimm die Zukunft, a través de la cual publicita la idea de la renta básica universal.

## Vida
Después de absolver la educación media, fue deportista y practicó el remo, disciplina en la cual consiguió el título de campeón alemán en dobles en 1963. Posteriormente trabajó como empleado en diversos comercios, hasta entrar en 1968 en el comercio de droguería de sus padres. Cuando este tuvo que cerrar por insolvencia, pasó por la cadena de droguerías Idro. Dejó este trabajo a causa de la negación de sus propietarios de realizar innovaciones estructurales, particularmente la introducción del sistema discounter después de la liberación de los precios en este sector en Alemania a principio de los años 70.
Frustrado por esta experiencia decidió fundar su propio comercio de droguería, el cual abrió en 1973 en la ciudad de Karlsruhe, con el nombre de dm-drogerie markt. La compañía tuvo un rápido éxito y expandió en 1976 al mercado austríaco. En 1978 ya existían más de cien sucursales en Alemania.
Hasta principios de los años 90 condujo la empresa de acuerdo al modelo discounter típico de cadenas de supermercados. Con el paso del tiempo, fue comprobando que el sistema de organización de la compañía era demasiado lento y burocrático para seguirle ganando mercado a competidores como Schlecker. De manera gradual cambió el sistema hacia una mayor autonomía de las sucursales. El sistema fue muy exitoso, de manera que hoy en día dm domina el mercado de droguerías en Alemania.
En 2003 fue honrado por la Universidad Tecnológica de Karlsruhe con un título de profesor en entrepreneurship, y en 2005 fundó la asociación Unternimm die Zukunft para propagar su modelo para un ingreso básico, que había desarrollado a partir de 1983. En 2008 dejó su posición de gerente general en dm, pero siguió siendo miembro del consejo de administración de la empresa.
Estuvo casado y tuvo siete hijos.

## El "modelo dm"
Su modelo adoptado (autodenominado liderazgo dialógico) en su empresa dm a partir de los años 90 tiene varios elementos innovadores, cuya base es una autonomía excepcional de las sucursales. Estas pueden tomar decisiones claves como la asignación de los gerentes, la selección de los productos, el cuadro de organización y el monto de los sueldos. Muchos analistas opinan que este modelo es la causa de la competitividad de la empresa y sus bajos precios y la alta satisfacción tanto de clientes como de los empleados de la empresa.
Otro componente del modelo es la formación de los empleados, los cuales deben realizar un proyecto de teatro para mejorar sus competencias en trabajo de equipo y comunicación, antes de incorporarse a la empresa.
En 2008 ganó el premio Empresario del año en la categoría "Comercio" de la consultora Ernst & Young.

## Actividad política
La asociación Unternimm die Zukunft, fundada por Werner, propaga la idea de un ingreso básico universal determinado por las leyes del mercado. El ingreso sería financiado a través del impuesto al valor agregado, el cual, según la propuesta de Werner, debe ser aumentado hasta llegar a valores cercanos al 50 por ciento.